# MSX-ENGINE
De MSX-ENGINE is een speciaal ontwikkelde geïntegreerde schakeling voor homecomputers die voldoen aan de MSX-standaard. Deze processorchip combineert de functies van meerdere losse chips in een enkele behuizing en opereert naast de Zilog Z80-hoofdprocessor. In sommige gevallen zijn beide chips echter wel in één behuizing ondergebracht.
De Toshiba T9769 wordt in MSX2-computers toegepast, terwijl bij MSX1-computers voornamelijk de Toshiba T7775 en T7937 worden gebruikt. Daarnaast treft men ook de Yamaha S-1985 en S-3527 aan. Na de MSX2-generatie (vanaf MSX2+) nam Toshiba de fabricage van MSX-ENGINE-processoren alleen voor haar rekening. Voordien werden deze tevens door Yamaha gefabriceerd. In de laatste generatie MSX-computers, de MSX Turbo-R, werd de rol van MSX-ENGINE vervuld door de S-1990.
De processoren van Yamaha trof men veelal aan in MSX-computers van Sony en Philips, terwijl de processoren van Toshiba veelal werden aangetroffen in computers van Sanyo en Matsushita (Panasonic/National).

## Overzicht
Hieronder volgt een beknopt overzicht van de verschillende MSX-ENGINE-processoren.

### MSX1
T7775
CMOS-chip met veel MSX1-functies, alleen gebruikt in een paar machines van Sanyo
- De PSG-geluidschip en grafische processor zijn niet ingebouwd in deze chip.

T7937
CMOS-chip met alle MSX1-functies, waaronder:
- hoofdprocessor: een Zilog Z80 (kloon) met een kloksnelheid van 3,58 MHz.
- een PSG-geluidschip, compatibel met een General Instrument AY-3-8910
- grafische processor: Texas Instruments TMS9918
- logisch circuit: compatibel met de Intel i8255
- MSX1-functies
- afmetingen: 10,5 × 8,60 mm

### MSX2/MSX2+
T9769

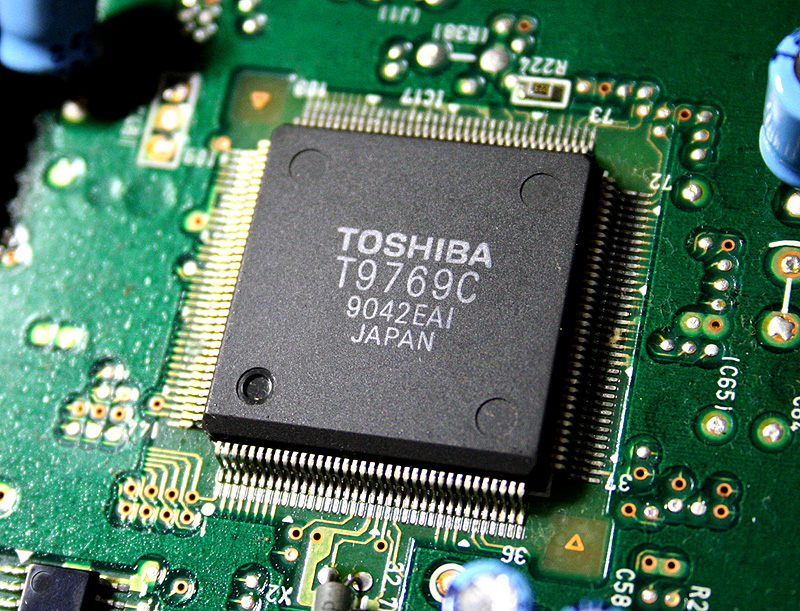
Toshiba T9769C MSX-ENGINE

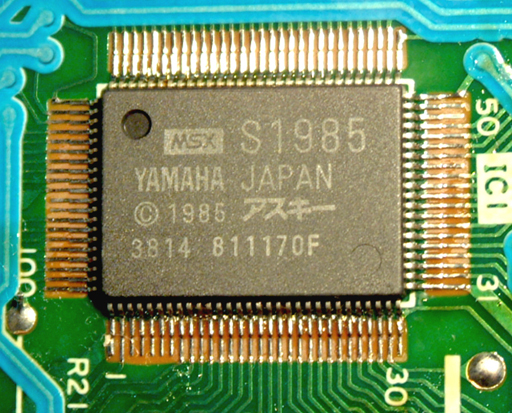
Yamaha S-1985 MSX-ENGINE

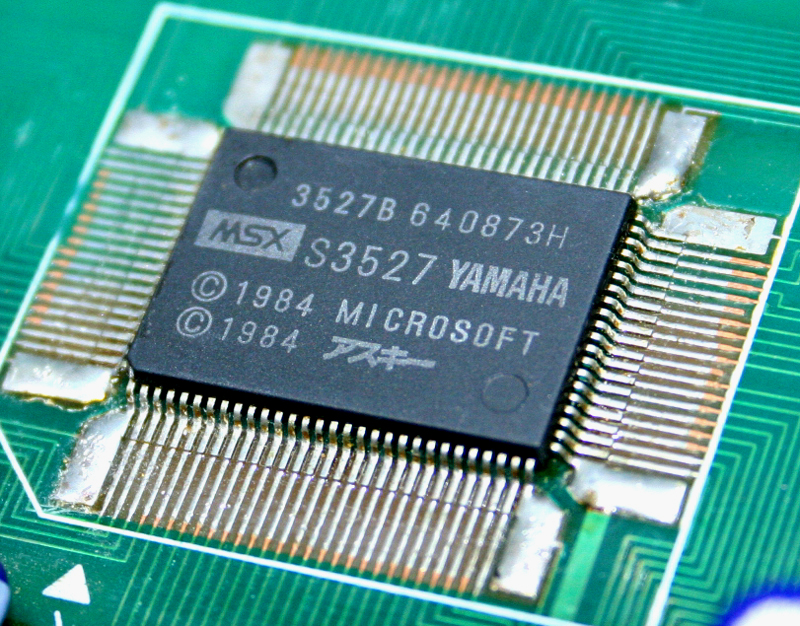
Yamaha S-3527 MSX-ENGINE

- hoofdprocessor: een Zilog Z80 (kloon) met een kloksnelheid van 3,58 MHz. (MSX2) of 5,36 MHz. (MSX2+)
- een PSG-geluidschip, compatibel met een General Instrument AY-3-8910
- grafische processor: Yamaha V9958
- logisch ciruit met meerdere I/O-poorten, compatibel met de Intel i8255.
- MSX1 en MSX2-functies (MSX2-computers)
- MSX2+-functies (MSX2+-computers)
- afmetingen: 10,5 × 8,60 mm

S-1985
- hoofdprocessor: een Zilog Z80 (kloon) met een kloksnelheid van 3,58 MHz.
- een Yamaha YM2149 PSG-geluidschip, compatibel met een General Instrument AY-3-8910
- grafische processor: Yamaha V9938
- logisch circuit, compatibel met de Intel i8255.
- MSX1- en MSX2-functies
- RAM: 16kB

S-3527
- hoofdprocessor: een Zilog Z80 (kloon) met een kloksnelheid van 3,58 MHz.
- een Yamaha YM2149 PSG-geluidschip, compatibel met een General Instrument AY-3-8910
- grafische processor: Yamaha V9938
- logisch circuit, compatibel met de Intel i8255.
- MSX1- en MSX2-functies
- ROM: 32 kB (MSX BASIC)
- RAM: 16 kB (uitbreidbaar tot 64 kB)
- * 100 pins

### MSX Turbo-R
S-1990

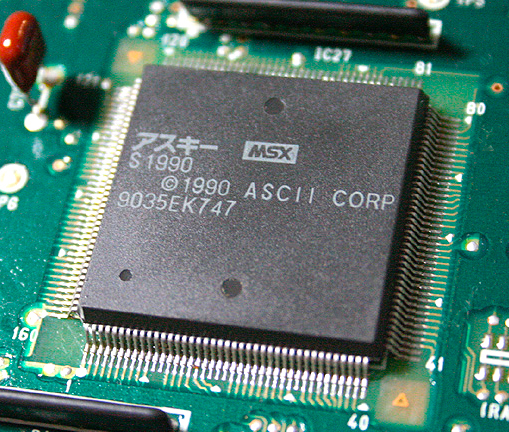
ASCII S1990 MSX-ENGINE

- hoofdprocessor: een ASCII R800 met een kloksnelheid van 7,16 MHz.
- nevenprocessor: een Zilog Z80 (compatible) met een kloksnelheid van 3,58 MHz.
- een PSG-geluidschip, compatibel met een General Instrument AY-3-8910
- grafische processor: Yamaha V9958
- logisch ciruit met meerdere I/O-poorten, compatibel met de Intel i8255.
- MSX1, MSX2 en MSX2+ functies

## Positionering
Het afzonderlijke logisch ciruit, de PPI i8255 en de PSG hadden gezamenlijk 74 pennen. Deze werden later geïntegreerd in één chip, waardoor MSX2-computers tegen lagere kosten kon worden gefabriceerd.